# Mikluševci
Mikluševci is een plaats in de gemeente Tompojevci in de Kroatische provincie Vukovar-Srijem. De plaats telt 486 inwoners (2001).